# Гумрыш
Гумры́ш (абх. Ҕәымрышь; мегр. ღუმურიშ, Гумуриш) — село в Абхазии, в Ткуарчалском районе частично признанной Республики Абхазия, согласно административному делению Грузии — в Гальском муниципалитете Абхазской Автономной Республики. Расположено к юго-востоку от райцентра Ткуарчал в равнинно-предгорной полосе, к югу от верховьев реки Окум. В советский период вплоть до 1994 года в качестве официального названия села использовалась грузинская форма Гумуриши. В настоящее время абхазскими властями в качестве официального названия села на русском языке чаще используется форма Гумрыщ. В административном отношении село представляет собой административный центр Гумрышской сельской администрации (абх. Ҕәымрышь ақыҭа ахадара), в прошлом Гумуришского сельсовета. До 1994 года село входило в состав Галского района.

## История
В начале XX века более половины жителей Гумрыша сохраняло абхазское этническое самосознание. Однако абхазский язык в селе не был распространён, всё жители были мегрелоязычны. После установления советской власти в Абхазии, в Гумрыше была открыта грузинская школа. К середине XX века абхазское население села уже было полностью огрузинено и потеряло этническое самосознание.
В ходе грузино-абхазской войны 1992—1993 годов Гумрыш, как и другие сёла Гальского района, находился под контролем грузинских войск. После войны большая часть жителей покинула село, однако в 1994 году многие гумрышцы вернулись в свои дома. В настоящее время численность населения Гумрыша сильно сократилась по сравнению с довоенной.
В 1994 году в Абхазии была проведена новая реформа административно-территориального деления, село Гумрыш было передано из состава Галского района в состав Ткуарчалского.
Согласно Московскому соглашению 1994 года о прекращении огня и разъединении сторон село Гумрыш входит в Зону Безопасности, где размещены КСПМ СНГ.
Село Гумрыш исторически подразделяется на 2 посёлка (абх. аҳабла):
- Верхний Гумрыш (Земо Гумуриши)
- Нижний Гумрыш (Квемо Гумуриши)

## Границы
На севере и северо-западе сельская администрация (село) Гумрыш граничит с с/а (селом) Окум; на западе — с с/а (селом) Первый Гал; на юго-западе — с с/а (селом) Речху; на юге, по реке Эрисцкали (Эрцкар) и Гальскому водохранилищу, — с Галским районом; на востоке естественной границей села являются горы; .

## Население
Население Гумришского сельсовета по данным переписи 1989 года составляло 1031 человек, по данным переписи 2011 года население сельской администрации Гумрыш составило 704 человека, в основном грузины (98,9 %).
В XIX веке Гумрыш входил в состав соседних сельских общин, поэтому первые данные о населении села относятся к переписи 1926 года. По данным переписи населения 1926 года более половины жителей Гумрыша составляли этнические абхазы, остальные записались грузинами. Однако абхазский язык в качестве родного указали лишь 0,3 % жителей Гумрыша (или 0,6 % абхазов села), в то время как для подавляющего большинства гумрышцев как абхазской, так и грузинской национальности родным языком был мегрельский.
| Год переписи | Число жителей | Этнический состав                |
| ------------ | ------------- | -------------------------------- |
| 1886         | нет данных    | самурзаканцы (нет точных данных) |
| 1926         | 1164          | абхазы 53,8 %; грузины 45,9 %    |
| 1959         | 1050          | грузины (нет точных данных)      |
| 1989         | 1031          | грузины (нет точных данных)      |
| 2011         | 704           | грузины (98,9 %)                 |